# Erik Daniel
Erik Daniel (Hodonín, 4 febbraio 1992) è un calciatore ceco, centrocampista o ala dello Spartak Trnava.

## Carriera
Ha giocato nella prima divisione dei campionati ceco e slovacco.
Nella stagione 2023-2024 ha segnato un gol nella fase a gironi della Conference League.

## Palmarès

### Club

#### Competizioni nazionali
- Campionato slovacco: 2

Slovan Bratislava: 2019-2020, 2020-2021
- Coppa di Slovacchia: 4

Slovan Bratislava: 2019-2020, 2020-2021
Spartak Trnava: 2022-2023, 2024-2025